# Liste der State-, U.S.- und Interstate-Highways in New York
Dies ist eine Aufstellung von State Routes, U.S. Highways und Interstates im US-Bundesstaat New York, nach Nummern.

## State Routes

### Gegenwärtige Strecken
- New York State Route 2
- New York State Route 3
- New York State Route 3A
- New York State Route 5
- New York State Route 5A
- New York State Route 5B
- New York State Route 5S
- New York State Route 6N
- New York State Route 7
- New York State Route 7A
- New York State Route 7B
- New York State Route 8
- New York State Route 9A
- New York State Route 9B
- New York State Route 9D
- New York State Route 9DX
- New York State Route 9G
- New York State Route 9H
- New York State Route 9J
- New York State Route 9L
- New York State Route 9N
- New York State Route 9P
- New York State Route 9R
- New York State Route 10
- New York State Route 10A
- New York State Route 11A
- New York State Route 11B
- New York State Route 11C
- New York State Route 12
- New York State Route 12A
- New York State Route 12B
- New York State Route 12D
- New York State Route 12E
- New York State Route 12F
- New York State Route 13
- New York State Route 13A
- New York State Route 14
- New York State Route 14A
- New York State Route 15
- New York State Route 15A
- New York State Route 16
- New York State Route 17
- New York State Route 17A
- New York State Route 17B
- New York State Route 17C
- New York State Route 17K
- New York State Route 17M
- New York State Route 18
- New York State Route 18F
- New York State Route 18FX
- New York State Route 19
- New York State Route 19A
- New York State Route 21
- New York State Route 22
- New York State Route 22A
- New York State Route 22B
- New York State Route 23
- New York State Route 23A
- New York State Route 23B
- New York State Route 24
- New York State Route 25
- New York State Route 25A
- New York State Route 25B
- New York State Route 26
- New York State Route 27
- New York State Route 27A
- New York State Route 28
- New York State Route 28A
- New York State Route 28N
- New York State Route 29
- New York State Route 29A
- New York State Route 30
- New York State Route 30A
- New York State Route 31
- New York State Route 31A
- New York State Route 31E
- New York State Route 31F
- New York State Route 32
- New York State Route 32A
- New York State Route 33
- New York State Route 33A
- New York State Route 34
- New York State Route 34B
- New York State Route 35
- New York State Route 36
- New York State Route 37
- New York State Route 37B
- New York State Route 37C
- New York State Route 38
- New York State Route 38A
- New York State Route 38B
- New York State Route 39
- New York State Route 40
- New York State Route 41
- New York State Route 41A
- New York State Route 42
- New York State Route 43
- New York State Route 45
- New York State Route 46
- New York State Route 48
- New York State Route 49
- New York State Route 50
- New York State Route 51
- New York State Route 52
- New York State Route 52A
- New York State Route 53
- New York State Route 54
- New York State Route 54A
- New York State Route 55
- New York State Route 55A
- New York State Route 56
- New York State Route 58
- New York State Route 59
- New York State Route 60
- New York State Route 61
- New York State Route 61X
- New York State Route 63
- New York State Route 64
- New York State Route 65
- New York State Route 66
- New York State Route 66X
- New York State Route 67
- New York State Route 68
- New York State Route 69
- New York State Route 69A
- New York State Route 70
- New York State Route 71
- New York State Route 72
- New York State Route 73
- New York State Route 74
- New York State Route 75
- New York State Route 76
- New York State Route 77
- New York State Route 78
- New York State Route 79
- New York State Route 80
- New York State Route 81
- New York State Route 82
- New York State Route 83
- New York State Route 85
- New York State Route 85A
- New York State Route 86
- New York State Route 88
- New York State Route 89
- New York State Route 90
- New York State Route 91
- New York State Route 92
- New York State Route 93
- New York State Route 94
- New York State Route 95
- New York State Route 96
- New York State Route 96A
- New York State Route 96B
- New York State Route 97
- New York State Route 98
- New York State Route 100
- New York State Route 100A
- New York State Route 100B
- New York State Route 100C
- New York State Route 101
- New York State Route 102
- New York State Route 103
- New York State Route 104
- New York State Route 104A
- New York State Route 104B
- New York State Route 105
- New York State Route 106
- New York State Route 107
- New York State Route 108
- New York State Route 109
- New York State Route 110
- New York State Route 111
- New York State Route 112
- New York State Route 113
- New York State Route 114
- New York State Route 115
- New York State Route 115X
- New York State Route 116
- New York State Route 117
- New York State Route 118
- New York State Route 119
- New York State Route 120
- New York State Route 120A
- New York State Route 121
- New York State Route 122
- New York State Route 123
- New York State Route 124
- New York State Route 125
- New York State Route 126
- New York State Route 127
- New York State Route 128
- New York State Route 129
- New York State Route 130
- New York State Route 131
- New York State Route 132
- New York State Route 133
- New York State Route 134
- New York State Route 135
- New York State Route 136
- New York State Route 137
- New York State Route 138
- New York State Route 139
- New York State Route 140
- New York State Route 141
- New York State Route 142
- New York State Route 143
- New York State Route 144
- New York State Route 145
- New York State Route 146
- New York State Route 146A
- New York State Route 147
- New York State Route 148
- New York State Route 149
- New York State Route 150
- New York State Route 151
- New York State Route 153
- New York State Route 155
- New York State Route 156
- New York State Route 157
- New York State Route 157A
- New York State Route 158
- New York State Route 159
- New York State Route 160
- New York State Route 161
- New York State Route 162
- New York State Route 163
- New York State Route 164
- New York State Route 165
- New York State Route 166
- New York State Route 167
- New York State Route 168
- New York State Route 169
- New York State Route 170
- New York State Route 170A
- New York State Route 171
- New York State Route 172
- New York State Route 173
- New York State Route 174
- New York State Route 174X
- New York State Route 175
- New York State Route 175X
- New York State Route 176
- New York State Route 177
- New York State Route 178
- New York State Route 179
- New York State Route 180
- New York State Route 182
- New York State Route 182X
- New York State Route 183
- New York State Route 184
- New York State Route 185
- New York State Route 186
- New York State Route 187
- New York State Route 189
- New York State Route 190
- New York State Route 191
- New York State Route 193
- New York State Route 196
- New York State Route 197
- New York State Route 198
- New York State Route 199
- New York State Route 200
- New York State Route 201
- New York State Route 203
- New York State Route 204
- New York State Route 205
- New York State Route 206
- New York State Route 207
- New York State Route 208
- New York State Route 210
- New York State Route 211
- New York State Route 212
- New York State Route 213
- New York State Route 214
- New York State Route 215
- New York State Route 216
- New York State Route 217
- New York State Route 218
- New York State Route 220
- New York State Route 220X
- New York State Route 221
- New York State Route 222
- New York State Route 223
- New York State Route 224
- New York State Route 225
- New York State Route 226
- New York State Route 227
- New York State Route 228
- New York State Route 230
- New York State Route 231
- New York State Route 232
- New York State Route 233
- New York State Route 235
- New York State Route 236
- New York State Route 237
- New York State Route 238
- New York State Route 240
- New York State Route 241
- New York State Route 242
- New York State Route 243
- New York State Route 244
- New York State Route 245
- New York State Route 246
- New York State Route 247
- New York State Route 248
- New York State Route 248A
- New York State Route 249
- New York State Route 250
- New York State Route 251
- New York State Route 252
- New York State Route 252A
- New York State Route 253
- New York State Route 254
- New York State Route 256
- New York State Route 257
- New York State Route 258
- New York State Route 259
- New York State Route 260
- New York State Route 261
- New York State Route 262
- New York State Route 263
- New York State Route 264
- New York State Route 265
- New York State Route 266
- New York State Route 268
- New York State Route 269
- New York State Route 270
- New York State Route 271
- New York State Route 272
- New York State Route 274
- New York State Route 275
- New York State Route 276
- New York State Route 277
- New York State Route 278
- New York State Route 279
- New York State Route 280
- New York State Route 281
- New York State Route 282
- New York State Route 283
- New York State Route 284
- New York State Route 286
- New York State Route 289
- New York State Route 290
- New York State Route 291
- New York State Route 292
- New York State Route 293
- New York State Route 294
- New York State Route 295
- New York State Route 296
- New York State Route 297
- New York State Route 298
- New York State Route 299
- New York State Route 300
- New York State Route 301
- New York State Route 302
- New York State Route 303
- New York State Route 304
- New York State Route 305
- New York State Route 306
- New York State Route 308
- New York State Route 309
- New York State Route 310
- New York State Route 311
- New York State Route 312
- New York State Route 313
- New York State Route 314
- New York State Route 315
- New York State Route 316
- New York State Route 317
- New York State Route 318
- New York State Route 320
- New York State Route 321
- New York State Route 322
- New York State Route 324
- New York State Route 325
- New York State Route 326
- New York State Route 327
- New York State Route 328
- New York State Route 329
- New York State Route 331
- New York State Route 332
- New York State Route 334
- New York State Route 335
- New York State Route 336
- New York State Route 337
- New York State Route 340
- New York State Route 342
- New York State Route 343
- New York State Route 344
- New York State Route 345
- New York State Route 346
- New York State Route 347
- New York State Route 349
- New York State Route 350
- New York State Route 351
- New York State Route 352
- New York State Route 353
- New York State Route 354
- New York State Route 355
- New York State Route 357
- New York State Route 359
- New York State Route 360
- New York State Route 362
- New York State Route 363
- New York State Route 364
- New York State Route 365
- New York State Route 365A
- New York State Route 366
- New York State Route 367
- New York State Route 369
- New York State Route 370
- New York State Route 371
- New York State Route 372
- New York State Route 373
- New York State Route 374
- New York State Route 375
- New York State Route 376
- New York State Route 376D
- New York State Route 377
- New York State Route 378
- New York State Route 383
- New York State Route 384
- New York State Route 384X
- New York State Route 385
- New York State Route 386
- New York State Route 387
- New York State Route 390
- New York State Route 391
- New York State Route 392
- New York State Route 394
- New York State Route 395
- New York State Route 396
- New York State Route 397
- New York State Route 400
- New York State Route 403
- New York State Route 404
- New York State Route 406
- New York State Route 408
- New York State Route 409
- New York State Route 410
- New York State Route 411
- New York State Route 412
- New York State Route 414
- New York State Route 415
- New York State Route 416
- New York State Route 417
- New York State Route 418
- New York State Route 419
- New York State Route 420
- New York State Route 421
- New York State Route 423
- New York State Route 425
- New York State Route 426
- New York State Route 427
- New York State Route 427X
- New York State Route 429
- New York State Route 430
- New York State Route 431
- New York State Route 433
- New York State Route 434
- New York State Route 436
- New York State Route 437
- New York State Route 438
- New York State Route 440
- New York State Route 441
- New York State Route 442
- New York State Route 443
- New York State Route 444
- New York State Route 446
- New York State Route 448
- New York State Route 454
- New York State Route 456
- New York State Route 458
- New York State Route 470
- New York State Route 474
- New York State Route 481
- New York State Route 488
- New York State Route 495
- New York State Route 531
- New York State Route 590
- New York State Route 598
- New York State Route 631
- New York State Route 635
- New York State Route 690
- New York State Route 690X
- New York State Route 695
- New York State Route 747
- New York State Route 781
- New York State Route 787
- New York State Route 812
- New York State Route 825
- New York State Route 840
- New York State Route 878
- New York State Route 890
- New York State Route 961F
- New York State Route 962J
- New York State Route 990L
- New York State Route 990V

### Außer Dienst gestellte Strecken
Dies ist eine Übersicht ehemaliger State Routes, deren Nummern aktuell nicht vergeben sind.
- New York State Route 1
- New York State Route 1A
- New York State Route 1B
- New York State Route 1X
- New York State Route 2A
- New York State Route 3B
- New York State Route 3C
- New York State Route 3E
- New York State Route 4
- New York State Route 6
- New York State Route 6A
- New York State Route 7C
- New York State Route 9
- New York State Route 9C
- New York State Route 9E
- New York State Route 9F
- New York State Route 9K
- New York State Route 9M
- New York State Route 9W
- New York State Route 9X
- New York State Route 11
- New York State Route 12C
- New York State Route 16A
- New York State Route 17D
- New York State Route 17E
- New York State Route 17F
- New York State Route 17G
- New York State Route 17H
- New York State Route 17J
- New York State Route 18A
- New York State Route 18B
- New York State Route 18C
- New York State Route 18D
- New York State Route 18E
- New York State Route 20
- New York State Route 20A
- New York State Route 20B
- New York State Route 20C
- New York State Route 20D
- New York State Route 20N
- New York State Route 20SY
- New York State Route 21A
- New York State Route 24A
- New York State Route 25C
- New York State Route 25D
- New York State Route 26A
- New York State Route 26B
- New York State Route 28B
- New York State Route 31B
- New York State Route 31C
- New York State Route 31D
- New York State Route 32B
- New York State Route 33B
- New York State Route 34A
- New York State Route 35A
- New York State Route 35B
- New York State Route 36A
- New York State Route 37A
- New York State Route 37D
- New York State Route 40A
- New York State Route 44
- New York State Route 44A
- New York State Route 46A
- New York State Route 47
- New York State Route 48A
- New York State Route 56A
- New York State Route 57
- New York State Route 59A
- New York State Route 62
- New York State Route 62A
- New York State Route 63A
- New York State Route 70A
- New York State Route 72A
- New York State Route 77A
- New York State Route 78A
- New York State Route 82A
- New York State Route 84
- New York State Route 86A
- New York State Route 87
- New York State Route 89A
- New York State Route 99
- New York State Route 119A
- New York State Route 120B
- New York State Route 132A
- New York State Route 137A
- New York State Route 146B
- New York State Route 146C
- New York State Route 152
- New York State Route 154
- New York State Route 161A
- New York State Route 181
- New York State Route 188
- New York State Route 192
- New York State Route 192A
- New York State Route 194
- New York State Route 195
- New York State Route 202
- New York State Route 209
- New York State Route 219
- New York State Route 229
- New York State Route 234
- New York State Route 239
- New York State Route 255
- New York State Route 267
- New York State Route 273
- New York State Route 285
- New York State Route 286A
- New York State Route 287
- New York State Route 288
- New York State Route 307
- New York State Route 319
- New York State Route 323
- New York State Route 328A
- New York State Route 330
- New York State Route 333
- New York State Route 338
- New York State Route 339
- New York State Route 341
- New York State Route 348
- New York State Route 356
- New York State Route 358
- New York State Route 361
- New York State Route 368
- New York State Route 379
- New York State Route 380
- New York State Route 381
- New York State Route 382
- New York State Route 383B
- New York State Route 388
- New York State Route 390A
- New York State Route 393
- New York State Route 398
- New York State Route 399
- New York State Route 401
- New York State Route 402
- New York State Route 405
- New York State Route 407
- New York State Route 408A
- New York State Route 413
- New York State Route 422
- New York State Route 424
- New York State Route 428
- New York State Route 432
- New York State Route 439
- New York State Route 439A
- New York State Route 546
- New York State Route 646
- New York State Route 781

## Interstate Highways
Gegenwärtige Strecken:
- Interstate 78
- Interstate 81
- Interstate 84
- Interstate 86
- Interstate 87
- Interstate 88
- Interstate 90
- Interstate 95
- Interstate 190
- Interstate 278
- Interstate 287
- Interstate 290
- Interstate 295
- Interstate 390
- Interstate 478
- Interstate 481
- Interstate 490
- Interstate 495
- Interstate 587
- Interstate 590
- Interstate 678
- Interstate 684
- Interstate 690
- Interstate 695
- Interstate 787
- Interstate 790
- Interstate 878
- Interstate 890
- Interstate 895
- Interstate 990

## U.S. Highways

### Gegenwärtige Strecken
- U.S. Highway 1
- U.S. Highway 2
- U.S. Highway 4
- U.S. Highway 6
- U.S. Highway 9
- U.S. Highway 9W
- U.S. Highway 11
- U.S. Highway 15
- U.S. Highway 20
- U.S. Highway 20A
- U.S. Highway 44
- U.S. Highway 62
- U.S. Highway 202
- U.S. Highway 209
- U.S. Highway 219
- U.S. Highway 220

### Außer Dienst gestellte Strecken
- U.S. Highway 6N
- U.S. Highway 7
- U.S. Highway 9E
- U.S. Highway 104
- U.S. Highway 109
- U.S. Highway 309